# Fenfluramină
Fenfluramina (cu denumirea comercială Fintepla) este un medicament cu efect anorexigen derivat de fenetilamină, fiind utilizat în tratamentul obezității și al sindromului Dravet. Calea de administrare disponibilă este cea orală.
În Europa, medicamentul a fost autorizat în decembrie 2020.

## Utilizări medicale
Fenfluramina este utilizată în tratamentul convulsiilor asociate sindromului Dravet (o formă de epilepsie), la pacienții cu vârstă peste 2 ani.